# Hirania rosea
Hirania rosea är en kinesträdsväxtart som beskrevs av Mats Thulin. Hirania rosea ingår i släktet Hirania och familjen kinesträdsväxter. Inga underarter finns listade i Catalogue of Life.